# Kotohira
Kotohira (jap. 琴平町 Kotohira-chō) – miasto w Japonii, na wyspie Sikoku, w prefekturze Kagawa. Według danych na rok 2020 miejscowość zamieszkiwało 8 468 mieszkańców , a gęstość zaludnienia wyniosła 1000 os./km².